# Вулиця Максима Славинського
Ву́лиця Максима Славинського — вулиця в Голосіївському районі міста Києва, місцевість Віта-Литовська. Пролягає від вулиці Святослава Ріхтера до Столичного шосе.

## Історія
Вулиця виникла у 2010-х роках під проектною назвою Проектна 12990. Сучасна назва на честь українського громадсько-політичного діяча, поета, перекладача Максима Славинського — з 2017 року.